# Bar (unidade)
O bar, com símbolo bar e plural bares (do grego barys, significando "pesado"), é uma unidade de pressão e equivale a exatamente 100 000 Pascais (105 Pa). Este valor de pressão é muito próximo ao da pressão atmosférica padrão, que é definido como 101.325 Pa.
É frequente medir a pressão atmosférica em milésimos de bar (mbar) e também pressões de diversos sistemas hidráulicos e pneumáticos, onde pode-se utilizar a relação 1 bar = 14,5 Psi.
Outras equivalências:
- 1 bar = 76,00617 centímetros de mercúrio
- 1 bar = 100 kPa = 100 000 Pa
- 1 bar = 1.000.000 dina por centímetro quadrado

Quando a pressão é dada relativamente à pressão atmosférica, representa-se a medida por barg ou bar(g), da expressão bar gauge.
|        | Pa            | bar               | at               | atm               | Torr            | psi               |
| ------ | ------------- | ----------------- | ---------------- | ----------------- | --------------- | ----------------- |
| 1 Pa   | ≡ 1 N/m²      | = 10−5 bar        | ≈ 10,2·10−6 at   | ≈ 9,87·10−6 atm   | ≈ 7,5·10−3 Torr | ≈ 145·10−6 psi    |
| 1 bar  | = 100 000 Pa  | ≡ 106 dyn/cm²     | ≈ 1,02 at        | ≈ 0,987 atm       | ≈ 750 Torr      | ≈ 14,504 psi      |
| 1 at   | = 98 066,5 Pa | = 0,98 bar        | ≡ 1 kgf/cm²      | ≈ 0,968 atm       | ≈ 736 Torr      | ≈ 14,223 psi      |
| 1 atm  | = 101 325 Pa  | = 1,01325 bar     | ≈ 1,033 at       | ≡ 101 325 Pa      | = 760 Torr      | ≈ 14,696 psi      |
| 1 Torr | ≈ 133,322 Pa  | ≈ 1,333·10−3 bar  | ≈ 1,360·10−3 at  | ≈ 1,316·10−3 atm  | ≈ 1 mmHg        | ≈ 19,337·10−3 psi |
| 1 psi  | ≈ 6894,757 Pa | ≈ 68,948·10−3 bar | ≈ 70,307·10−3 at | ≈ 68,046·10−3 atm | ≈ 51,7149 Torr  | ≡ 1 lbf/in²       |